# Белоусов, Александр Фёдорович
Алекса́ндр Фёдорович Белоу́сов (10 августа 1946, Рига, Латвийская ССР — 5 января 2023, Санкт-Петербург) — советский и российский филолог, специалист в области изучения русского фольклора, теории и истории русской литературы и культуры. Кандидат филологических наук. Автор 270 научных публикаций по фольклору, литературоведению, истории и теории культуры. Организатор ряда коллективных научных проектов в области филологии и культурологии.

## Биография
Родился 10 августа 1946 года в Риге. Отец, Федор Иванович Белоусов (1903—1964), родом из Ростова-на-Дону — потомственный рабочий-литейщик, мастер и начальник литейных цехов на заводах в ряде регионов Советского Союза, лауреат Сталинской премии (1950) за открытие в области сталелитейных технологий. Мать, Маргарита Афанасьевна Радченко (1913—1979), родом из уральского Златоуста, была по специальности лаборантом-химиком. Детство провел в рабочем поселке Вецмилгравис на окраине Риги, затем, в связи с перемещениями отца по работе, в г. Холмск на о. Сахалин (1955—1957) и Петропавловске-Камчатском (1957—1959). Семья вернулась в Ригу в 1959 году.
После окончания средней школы в 1964 г., не поступив в Московский геологоразведочный институт, год работал слесарем на Рижском судоремонтном заводе, где до этого работал его отец. В 1965 году поступил на русское отделение историко-филологического факультета Латвийского государственного университета. В январе 1968 г. был командирован Латвийским университетом для продолжения обучения в Эстонии, на русском отделении историко-филологического факультета Тартуского государственного университета, которое в то время возглавлял профессор Ю. М. Лотман. Окончил Тартуский университет в 1970 г., защитив дипломную работу «Образ автора-исполнителя в русских духовных стихах». Начал печататься в 1968 г. в периодических научных изданиях Тартуского университета.
С 1970 по 1973 г. — аспирант кафедры русской литературы Тартуского университета. Под руководством Ю. М. Лотмана написал кандидатскую диссертацию «Литературное наследие Древней Руси в народной словесности русских старожилов Прибалтики», которую защитил в 1980 году (оппоненты А. М. Панченко и Б. А. Успенский).
Начал преподавательскую деятельность на кафедре русской литературы Тартуского университета. В 1977 году переехал с семьей в Таллинн, где вместе с женой, известным литературоведом и историком культуры Еленой Владимировной Душечкиной, преподавал на кафедре русской литературы Таллиннского педагогического института. В этот период А. Ф. Белоусов и Е. В. Душечкина организовали на базе Таллиннского пединститута ряд филологических конференций, на которые съезжались ученые из многих городов Советского Союза, а также издали ряд научных сборников и антологий в издательстве пединститута.
После переезда с семьей в Ленинград в октябре 1990 года занимал должность старшего научного сотрудника Отдела новой литературы ИРЛИ РАН (Пушкинский дом) (1990—1998), затем доцента кафедры истории русской литературы Санкт-Петербургского государственного университета (1998—1999) и доцента кафедры детской литературы Санкт-Петербургского государственного университета культуры и искусств (1999—2013). В 2000-е гг. читал спецкурсы на факультетах этнологии и истории искусств Европейского университета в Санкт-Петербурге.
В Тартуском университете, Таллиннском пединституте и затем в Санкт-Петербургском университете много лет руководил студенческими фольклорными экспедициями в эстонском Причудье, Латгалии, Гомельской области Белоруссии, Тверской, Псковской, Новгородской и Смоленской областях, Устюженском и Белозерском районах Вологодской области.
Был первооткрывателем нескольких тем в филологической науке — современный городской фольклор, школьный быт и фольклор, русская провинция, жизнь и творчество писателя Леонида Добычина. Был редактором и составителем ряда научных сборников и организатором научных конференций и семинаров по этим темам. Во второй половине 1990-х — начале 2000-х гг. совместно с С. Ю. Неклюдовым руководил коллективным научным проектом «Современный городской фольклор», включавшим проведение ряда конференций и семинаров, а также публикацию одноименного сборника (2003). На базе этого проекта впоследствии вырос Центр типологии и семиотики фольклора Российского государственного гуманитарного университета.
В 1997–2001 совместно с Т.В. Цивьян был организатором и координатором проекта Совета по мировой культуре РАН «Провинциальный текст русской культуры», в рамках которого был проведен ряд международных конференций и издан ряд междисциплинарных сборников о культурном феномене русской провинции.
В области литературоведения занимался анализом произведений Пушкина, Гоголя, Тургенева, Достоевского, поэзии Игоря Северянина, Константина Случевского. Писал о творчестве рано умерших поэтов конца XX века — Евгения Шешолина и Алексея Шадринова.
Комментаторская деятельность А. Ф. Белоусова проявилась в ряде публикаций о жизни и творчестве писателя Леонида Добычина, интерес к творчеству которого в филологической науке возник во многом благодаря его усилиям. На основе изучения архивных материалов составил реальный комментарий к роману Добычина «Город Эн» (2007), в котором раскрыл прототипы многих добычинских персонажей и проследил их биографии. Участвовал в составлении и редактировании научных сборников о Добычине, принимал участие в организации конференций и чтений, посвященных его творчеству.

## Избранные работы

### Книги
- Фольклор русского населения Прибалтики / Авт.-сост. А. Ф. Белоусов, Т. С. Макашина, Н. К. Митропольская. Отв. ред. Э. В. Померанцева. М.: Наука, 1976. 245 с.

- Учебный материал по анализу произведений художественной прозы. (Пропедевтический курс «История русской литературы») / Сост. А. Ф. Белоусов, Ю. Л. Сидяков. Таллин: Таллин. пед. ин-т, 1979. 118 с.

- Преподавание литературного чтения в эстонской школе: Метод. разработки / Сост. А. Ф. Белоусов. Таллин: Таллин. пед. ин-т, 1981. 156 с.

- Учебный материал по анализу произведений художественной прозы / Сост. А. Ф. Белоусов. Таллин: Таллин. пед. ин-т, 1984. 122 с.

- Русская классическая литература. Анализ художественного текста: Материалы для учителя / Сост. А. Ф. Белоусов. Таллин: Валгус, 1988. 120 с.

- Учебный материал по теории литературы. Жанры словесного текста. Анекдот / Сост. А. Ф. Белоусов. Таллинн: Таллин. пед. ин-т, 1989. 204 с.

- Обстоятельное собрание современных анекдотов / Сост. В. И. Белобровцев, А. Ф. Белоусов. Сыктывкар: Коми книжное издательство, 1991. 142 с.

- Школьный быт и фольклор: В 2-х ч.: Учебный материал по русскому фольклору. Ч. 1 / Сост. А. Ф. Белоусов. Таллинн: Таллин. пед. ин-т, 1992. 223 с.; Ч. 2. Девичья культура / Сост. А. Ф. Белоусов. Таллинн: Таллин. пед. ин-т, 1992. 160 с.

- Русский школьный фольклор. От вызываний Пиковой дамы до семейных рассказов / Сост. А. Ф. Белоусов. М.: Ладомир, АСТ, 1998. 744 с.

- Studia metrica et poetica: Сб. статей памяти Петра Александровича Руднева / Сост. А. К. Байбурин, А. Ф. Белоусов. СПб., 1999. 330 с.

- Русская провинция: миф — текст — реальность / Сост. А. Ф. Белоусов, Т. В. Цивьян. М.; СПб.: Тема, 2000. 491 с.

- Провинция как реальность и объект осмысления: Материалы науч. конф. / Сост. А. Ф. Белоусов, М. В. Строганов. Тверь: Твер. гос. ун-т, 2001. 228 с.

- Современный городской фольклор / Редколл. А. Ф. Белоусов, И. В. Веселова, С. Ю. Неклюдов. М.: Российск. гос. гуманит. ун-т, 2003. 736 с.

- Геопанорама русской культуры: Провинция и ее локальные тексты / Сост. В. В. Абашев, А. Ф. Белоусов, Т. В. Цивьян. Отв. ред. Л.О. Зайонц. М.: Языки славянской культуры, 2004. 672 с.

- Шешолин Евгений. Солнце невечное / Сост., вступ. стат., коммент. А. Ф. Белоусова. Резекне: Изд-во Латгальского культурного центра, 2005. 264 с., ил.
- «Во глубине России...»: статьи и материалы о русской провинции / Ред. А. Ф. Белоусов, Н. З. Коковина и М. В. Строганов). Курск: Курский гос. ун-т, 2005. 269 с.
- Белоусов А. Ф. Культура. Литература. Фольклор / Ред.-сост. Е. А. Белоусова. М.: Новое литературное обозрение, 2023. 784 с., ил.

### Статьи

#### Старообрядческая культура
- Белоусов А. Ф. «Колыбельная» из Причудья // Учен. зап. / Тартуск. гос. ун-т. Вып. 358. Тарту: Тартуский гос. ун-т, 1975. С. 157—167 (Тр. по рус. и слав. филологии. Т. 24).

- Белоусов А. Ф. Песни и сказки русского населения Эстонии // Фольклор русского населения Прибалтики. М.: Наука, 1976. С. 184—241.

- Белоусов А. Ф. Из заметок о старообрядческой культуре: «Великое понятие нужды» // Вторичные моделирующие системы. Тарту: Тартуский гос. ун-т, 1979. С. 68-73.

- Белоусов А. Ф. Последние времена // Aequinox: Сб. памяти о. Александра Меня. М., 1991. С. 9- 33.

- Белоусов А. Ф. «Стих о книге Голубиной» в записи И. Н. Заволоко // Живая старина. 1994. № 1. С. 41-42.

- Белоусов А. Ф. «Старая вера»: Историко-культурный текст русских старожилов Прибалтики // Texts and Communities: Soviet and Post-Soviet Life in Discourse and Practice. Aleksanteri Series (Helsinki). 2007. № 4. P. 135—144.

- Belousov A.F. A Note on the Culture of the Old-Believers: «The Great Concept of Want» // Культурология: The Petersburg Journal of Cultural Studies. Vol.1 (1993). № 1. P. 87-91.

#### Городской и детский фольклор
- Белоусов А. Ф. Городской фольклор. Лекция для студентов-заочников. Таллин, 1987.

- Белоусов А. Ф. Детский фольклор. Лекция для студентов-заочников. Таллин, 1989.

- Белоусов А. Ф. Современный городской фольклор: Программа курса // Ежегодник факультета этнологии 1999—2000 / Европейский ун-т в СПб. СПб., 1999. С. 63-67. (Кафедра истории русской литературы: Учебные программы). Изд-во СПбГУ, 2000. С. 363—371.
- Belousov A. Il folklore urbano: lezione a studenti per corrispondenza // eSamizdat. Rivista di culture dei paesi slavi. 2022. Vol. 15. P. 229–240.

Городская песня
- Белоусов А. Ф. Комментарий к песне «Чубаровцы» («Двадцать лет жила я в провинции…») // Литература и человек. (Писатели, читатели, филологи): Сборник, посвященный 55-летию профессора М. В. Строганова. Тверь, 2007. С. 77-84.

- Белоусов А. Ф. Песня о петербургском заводчике Путилове // Живая старина. 2011. № 1. С. 6-8. Белоусов А. Ф. От происшествия — к фольклору: Ленинградские песни-хроники 1920-х годов // Проблемы истории, филологии, культуры. М.; Магнитогорск; Новосибирск, 2012. № 2 (36). С. 284—299.

- Белоусов А. Ф. «Как на кладбище Митрофаньевском…»: Правда и вымысел городского романса // Genius Loci: Сборник статей в честь 75-летия С. Ю. Неклюдова / Сост. М. А. Ахметова, Н. В. Петров, О. Б. Христофорова (отв. ред.). М.: Форум, 2016. С. 253—264.

- Белоусов А. Ф. Песня о «Буревестнике» // Восток — Запад: пространство локального текста в литературе и фольклоре: Сборник научных статей к 70-летию профессора А. Х. Гольденберга. Волгоград, 2019. С. 374—380.

Анекдот
- Белоусов А. Ф. Анекдоты о Штирлице // Живая старина. 1995. № 1. С. 16-18.

- Белоусов А. Ф. «Вовочка» // Антимир русской культуры. Язык, фольклор, литература: Сб. статей / Сост. Н. А. Богомолов. М., 1996. С. 165—186.

- Белоусов А. Ф. Анекдотический цикл о Крокодиле Гене и Чебурашке // [Памяти Я. И. Гина]. Проблемы поэтики языка и литературы: Материалы межвуз. науч. конф. 22-24 мая 1996 года. Петрозаводск: Карель. гос. пед. ин-т, 1996. С. 86-89.

- Белоусов А. Ф. Современный анекдот // Современный городской фольклор. М.: Российск. гос. гуманит. ун-т, 2003. С. 581—598.

- Belousov A. and Lurie M. Youth Humour in Postsoviet Russia (Молодежный юмор в постсоветской России) // Post-Socialist Jokelore. Постсоциалистический анекдот: International symposion. Международный симпозиум. January 15-16 2007. 15-16 января 2007. Tartu: Estonian Literary Museum, 2007. С. 9-11.
- Belousov A. La barzelletta contemporanea // eSamizdat. Rivista di culture dei paesi slavi. 2022. Vol. 15. P. 349–362.

Садистские стишки
- Белоусов А. Ф. «Садистские стишки» [Предисловие, публикация и комментарий] // Русский школьный фольклор. От «вызываний» Пиковой дамы до семейных рассказов / Сост. А. Ф. Белоусов. М. : Ладомир, АСТ, 1998. С. 545—577.

- Белоусов А. Ф. Фольклорная судьба электрика Петрова // Studia metrica et poetica: Сб. статей памяти Петра Александровича Руднева. СПб.: Академический проект, 1999. С. 303—308.

- Белоусов А. Ф. «Недолго мучилась старушка…» // Архив петербургской русистики. К 60-летию П. А. Клубкова. 2009.

- Belousov A. The Energy of Confrontation: A History of Russian Sadistic Poems // Contemporary Folklore: Changing World View and Tradition. Tartu: Estonian Literary Museum, 1996. P. 311—320.

#### Феномен детства в русской культуре
- Белоусов А. Ф. «Внук дьячка» // Philologia. Рижский филологический сборник. Вып.1. Русская литература в историко-культурном контексте. Рига: Латв. ун-т, 1994. С. 30-41.

- Белоусов А. Ф. Образ семинариста в русской культуре и его литературная история (от комических интермедий XVIII в. — до романа Надежды Хвощинской «Баритон» // Традиция в фольклоре и литературе: Статьи, публикации, метод. разработки преподавателей и учеников Академической гимназии Санкт-Петербургского гос. ун-та. СПб.: Академическая гимназия СПб. гос. ун-та, 2000. С. 159—176.

- Белоусов А. Ф. Институтки // Институтки: Воспоминания воспитанниц институтов благородных девиц. М., 2001. С. 5-32.

- Белоусов А. Ф. Дружба и обожание среди воспитанниц женских институтов в России начала XX века // Сюжетосложение и сюжетография (Новосибирск). 2019. № 2. С. 120—126.

- Белоусов А. Ф. Враги сказок // Восток — Запад: Пространство русской литературы и фольклора: Сборник статей по итогам седьмой Междунар. научн. конф. (заочной), посвященной 90-летию со дня рождения Д. Н. Медриша. Волгоград, 15 декабря 2016 г. Волгоград: Волгоградское научное издательство, 2017. С. 293—299.

- Белоусов А. Ф. / Belousov Alexander. Институтка / The Institutka (Boarding-Schoolgirl) [парал. текст на англ. яз.] // Ускользающее время, или Плоды воспитания: Каталог Второй ежегодной выставки Центра современного искусства Дж. Сороса. СПб.: [б.и.], 1996. С. 28-37.

- Belousov A. The Folklore Culture of the Students of the Noble Maidens’ Institutes // Культурология: The Petersburg Journal of Cultural Studies. Vol.1 (1993). № 2. P. 57-61.

#### Русское масонство
«Фармазоны». (Народные представления о масонстве) // А.М. Панченко и русская культура: Исследования и материалы. СПб.: Пушкинский дом, 2008. С. 106–115.

#### Русская провинция
- Белоусов А. Ф. Литературная судьба Динабурга — Двинска — Даугавпилса // Славянские чтения. I. Даугавпилс; Резекне: Даугавпилс. пед. ун-т; Латгальский культурный центр, 2000. С. 209—216.

- Белоусов А. Ф. Символика захолустья (обозначение российского провинциального города) // Геопанорама русской культуры: Провинция и ее локальные тексты. М., 2004. С. 457—481.

- Белоусов А. Ф. Арзамас в русской литературе XIX-XX веков // Литературное общество «Арзамас»: культурный диалог эпох: Материалы международной научной конференции. Арзамас, 2-4 июня 2005 г. Арзамас: Арзамас. гос. пед. ин-т, 2005. С. 189—202.

- Белоусов А. Ф. Стихотворение Евгения Шешолина «Родиться где-нибудь в провинции…» // Евгений Шешолин: судьба и творчество. Даугавпилс: Изд-во Даугавпилс. ун-та Saule, 2005. С. 123—131 (Альманах Института компаративистики: Русско-латышские литературные контакты. Вып. 1).

- Белоусов А. Ф. «Псковские вирши» Евгения Шешолина // Искусство поэтики — искусство поэзии. К 70-летию И. В. Фоменко: Сб. науч. тр. Тверь: Твер. гос. ун-т, 2007. С.140-149.

- Белоусов А. Ф. «Уездная глушь захолустья» // Natales grate numeras?: Сборник статей к 60-летию Георгия Ахилловича Левинтона. СПб.: Европейский ун-т в СПб., 2008. С. 107—118.

- Белоусов А. Ф. О стихотворении Алексея Шадринова «Провинциалу» // Прекраснейшей: Сборник памяти Елены Душечкиной. Санкт-Петербург: Нестор-История, 2022. С. 292—298.

#### Анализ литературных текстов
- Белоусов А. Ф. Стихотворение А. С. Пушкина «Зимний вечер» // Русская классическая литература. Анализ художественного текста: Материалы для учителя. Таллин: Валгус, 1988. С. 14-34.

- Белоусов А. Ф. Возвращаясь к «Зимнему вечеру»: мифологический аспект стихотворения // ΠΟΛΥΤΡΟΠΟΝ. К 70-летию Владимира Николаевича Топорова. М.: Индрик, 1998. С. 579—582.

- Белоусов А. Ф. Акклиматизация сирени в русской поэзии // Lotman-70: Сб. статей к 70-летию проф. Ю. М. Лотмана. Тарту: Тартуский ун-т, 1992. С. 311—322.

- Белоусов А. Ф. «Сирень моей весны» // Сборник памяти В. А. Сапогова. Череповец: Череповец. гос. ун-т, 2000. С.138-144 (Северо-Запад: Историко-культурный региональный вестник: Статьи и материалы. Вып. 3).

- Белоусов А. Ф. Из истории русской «кладбищенской» поэзии: стихотворение К. Случевского «На кладбище» // Смерть как феномен культуры: Межвуз. сб. науч. тр. Сыктывкар: Сыктывкарский ун-т, 1994. С. 4-23; рупубликация: Белоусов А. Ф. Из истории русской «кладбищенской» поэзии: стихотворение К. Случевского «На кладбище» // Новое литературное обозрение. 2023. № 180. С. 292–305.

- Белоусов А. Ф. Поэт Евгений Шешолин // Шешолин Евгений. Солнце невечное / Сост., вступ. статья, коммент. А. Ф. Белоусова. С. 3-20. Резекне: Изд-во Латгальского культурного центра, 2005. 264 с.

#### Биография и творчество Леонида Добычина
- Белоусов А. Ф. Студенческое дело Л. Добычина // Добычинский сборник — 4. Даугавпилс: Изд-во Даугавпилс. ун-та Saule, 2004. С. 15-20.

- Белоусов А. Ф. «Вскоре мы увиделись и с Александрою Львовной…» // Добычинский сборник — 4. Даугавпилс, 2004. С. 249—257.

- Белоусов А. Ф. Эльза Будрих: реальная биография литературной героини // Добычинский сборник — 6. Даугавпилс, 2008. С. 217—224.

- Белоусов А. Ф. Всматриваясь в «Портрет»: «Товарищ Шацкина» у Добычина // Avoti: Труды по балто-российским отношениям и русской литературе: В честь 70-летия Бориса Равдина: В 2-х ч. Ч. 2. Stanford, 2012. С. 113—118 (Stanford Slavic Studies. Vol. 43).

### Комментарии
- Последние дни Леонида Добычина [Публикация А.В. Блюма. Предисловие и комментарии А.Ф. Белоусова] // Писатель Леонид Добычин. Воспоминания, статьи, письма / Сост. В. С. Бахтин. СПб.: Журнал «Звезда», 1995. С. 25-32.

- Добычин Л. Город Эн / Комментарий и примечания А. Ф. Белоусова. Даугавпилс: Изд-во Даугавпилс. ун-та Saule, 2007. С. 93-226.

- Добычин Л. Полное собрание сочинений и писем / Сост. В. С. Бахтин. [Науч. редактор А.Ф. Белоусов. Примечания В.С. Бахтина и А. Ф. Белоусова]. СПб.: Союз писателей Санкт-Петербурга; Журнал «Звезда»,1999. [Изд. 2-е, испр. и доп.: 2013].